# Nils Egerbrandt
Nils Roland Egerbrandt, född den 11 maj 1926 i Högalids församling i Stockholm, död 4 februari 2005 i Hässelby i Stockholm, var en svensk serieskapare. 
Egerbrandt är känd som mångårig tecknare av 91:an Karlsson, som han tog över efter skaparen Rudolf Petersson 1960 efter att ha assisterat denne under en tid. Han skapade serierna Olli, Mickel och Mackel, Geniet och Frisk och Rask och tecknade även en serieversion av Thomas Funcks Kalle Stropp och Grodan Boll. 
Egerbrandt började sin bana som ateljéteckare tillsammans med Rolf Gohs på Centerförlaget i mitten av 1950-talet för att därefter som frilans etablera sig som en av Sveriges främsta serietecknare. Han är gravsatt i minneslunden på Råcksta begravningsplats.